# ميلوس مومير رنيتش
ميلوس مومير رنيتش هو لاعب كرة قدم صربي في مركز الدفاع، ولد في 24 يناير 1989 في بلغراد في صربيا. لعب مع نادي باتشكا بالانكا ونادي فلامورتاري فلوره ونادي مينسك.

## وصلات خارجية
- ميلوس مومير رنيتش على موقع قاعدة بيانات كرة القدم.إي يو (الإنجليزية)
- ميلوس مومير رنيتش على موقع Soccerway.com (الإنجليزية)
- ميلوس مومير رنيتش على موقع عالم كرة القدم.نت (الإنجليزية)